# Типовой род
Типово́й род в биологической номенклатуре — род, от основы названия которого путём добавления стандартных суффиксов и окончаний образуются названия вышестоящих систематических категорий, в зоологии — до уровня надсемейства, в бактериологии — до класса, а в ботанике — вплоть до отдела.
Примеры
- Род Canis (Собака). Основа Can- и окончание -idae дают название семейства Canidae (Псовые, или Собачьи).
- Род Rosa (Роза, или Шиповник). Основа Ros- и окончания -aceae и -ales дают соответственно названия семейства и порядка Rosaceae (Розовые) и Rosales (Розоцветные).

Правила и рекомендации, касающиеся типовых родов и образования названий вышестоящих категорий, сформулированы в соответствующих международных кодексах: зоологической и ботанической номенклатуры, а также кодексе номенклатуры бактерий.